# Koggendorf
Koggendorf (früher auch Kogendorf) ist eine Ortschaft und eine Katastralgemeinde der Stadtgemeinde Raabs an der Thaya im Bezirk Waidhofen an der Thaya in Niederösterreich. Die Ortschaft hat 24 Einwohner (Stand 1. Jänner 2024).

## Geografie
Das links des Koggendorfer Grabens, einem Vorfluter der Deutschen Thaya gelegene Dorf ist von der Landesstraße L52 über eine Stichstraße erreichbar. Am 1. April 2020 umfasste die Ortschaft 11 Adressen.

## Geschichte
Der Ortsname leitet sich möglicherweise vom Wort „Kobe“ her, was ein einfach gebautes Haus bezeichnet. Urkundliche Nennungen aus der Zeit nach 1200 lauteten auf „Kobendorf“. Im 15. Jahrhundert wurde der Ort beinahe aufgegeben und wurde bis 1580 neu bestiftet: Das Bereitungsbuch von 1590 nennt hier wieder sieben Bauern.
Im Jahr 1822 wurde der Ort als Dorf mit elf Häusern genannt, das nach Raabs eingepfarrt war, wohin auch die Kinder eingeschult wurden. Die Herrschaft Weinern besaß die Ortsobrigkeit, übte die Landgerichtsbarkeit aus, besorgte die Konskription und hatte die Grundherrschaft inne. Laut Adressbuch von Österreich waren im Jahr 1938 in Koggendorf mehrere Landwirte ansässig. Bis zur Eingemeindung nach Raabs am 1. Jänner 1971 bildete der Ort zusammen mit Mostbach eine selbständige Gemeinde.

## Siedlungsentwicklung
Zum Jahreswechsel 1979/1980 befanden sich in der Katastralgemeinde Koggendorf insgesamt 13 Bauflächen mit 8.611 m² und 19 Gärten auf 20.643 m², 1989/1990 gab es 14 Bauflächen. 1999/2000 war die Zahl der Bauflächen auf 25 angewachsen und 2009/2010 bestanden 20 Gebäude auf 46 Bauflächen.

## Bodennutzung
Die Katastralgemeinde ist landwirtschaftlich geprägt. 118 Hektar wurden zum Jahreswechsel 1979/1980 landwirtschaftlich genutzt und 32 Hektar waren forstwirtschaftlich geführte Waldflächen. 1999/2000 wurde auf 119 Hektar Landwirtschaft betrieben und 33 Hektar waren als forstwirtschaftlich genutzte Flächen ausgewiesen. Ende 2018 waren 116 Hektar als landwirtschaftliche Flächen genutzt und Forstwirtschaft wurde auf 33 Hektar betrieben. Die durchschnittliche Bodenklimazahl von Koggendorf beträgt 31 (Stand 2010).